# Intres
Intres era una comuna francesa que estaba situada en el departamento de Ardèche, de la región de Auvernia-Ródano-Alpes, que el 1 de enero de 2019 pasó a formar parte de la comuna nueva de Saint-Julien-d'Intres.

## Geografía
Está ubicada en el noroeste del departamento, cerca de Alto Loira.

## Historia
Fue creada en 1911 por segregación de terrenos pertenecientes a la comuna de Saint-Julien-Boutières.

## Demografía
| Gráfica de evolución demográfica de Intres entre 1911 y 2016 |
|                                                              |

Los datos demográficos contemplados en este gráfico de la comuna de Intres se han cogido de 1911 a 1999 de la página francesa EHESS/Cassini, y los demás datos de la página del INSEE.